# طرخشقون مفلطح الثمر
طرخشقون مفلطح الثمر (الاسم العلمي: Taraxacum platycarpum) هو نوع من النباتات يتبع جنس الطرخشقون من الفصيلة النجمية.